# Julius Gauhe

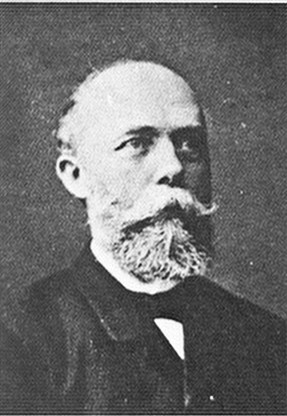
Kommerzienrat Julius Gauhe war ein Mäzen der Gemeinde Eitorf.

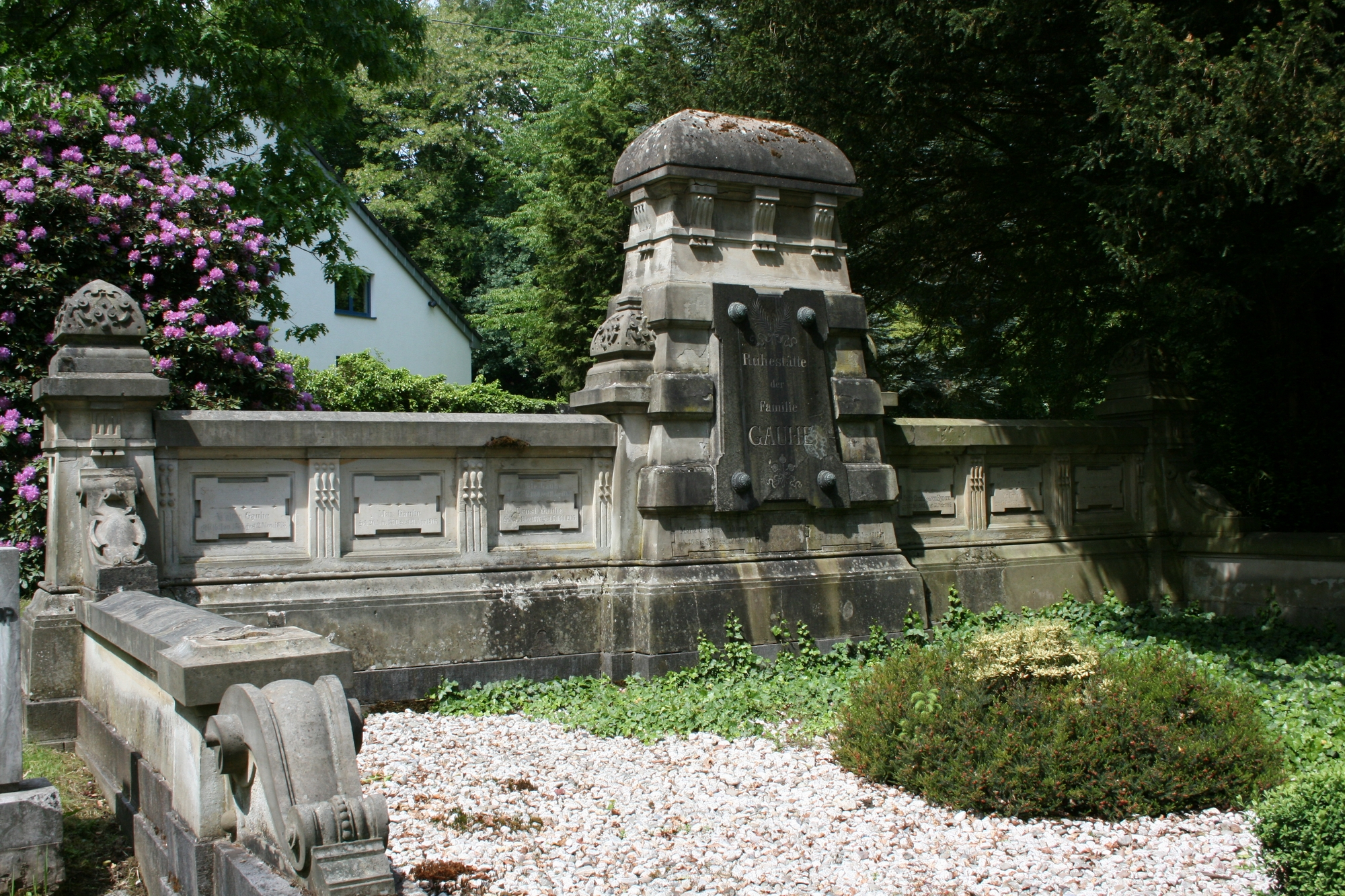
Das Familiengrab der Industriellenfamilie Gauhe auf dem Alten Friedhof in Eitorf

Der Industrielle Julius Gauhe (* 24. April 1835 in Barmen; † 25. Juni 1912 in Eitorf) war ein Textilfabrikant und -färber. Er besaß unter anderem ein Patent auf die Textilfarbe türkischrot.

## Familie
Julius Gauhe, der Sohn von Julius Gauhe sen. (* 1809) und Julie von Eynern, stammte aus Barmen. Er war verheiratet mit Maria Schlieper. Die Familie betrieb bereits in Barmen die Türkischrotfärberei Höstery & Gauhe, die anfangs mit Naturfarbstoffen arbeitete.
Um 1850 wurde mittels Alizarin eine synthetische Herstellung von Türkischrot möglich und von den Gauhes patentiert.

## Fabrikant in Eitorf
1870 planten sie den Bau einer Türkischrotfärberei in Eitorf, erbauten dort aber dann zuerst eine Alizarinfabrik. Diese ging am 1. März 1873 in Betrieb unter Leitung der Brüder Julius, Fritz und Adolf Gauhe. Die Alizarinfabrik bestand bis zum 1. August 1900.
1879 wurde die Barmer Türkischrotfärberei Höstery & Gauhe nach Eitorf verlegt. Der Sohn von Julius Gauhe, Walter (* 1864; † 2. November 1898) leitete die wegen häufiger Brände erforderliche Werkfeuerwehr. Die Firma bestand bis 1909, der Versuch einer Neugründung als Eitorfer Türkischrot-Stückfärberei wurde 1910 eingestellt.

## Weiteres Wirken
1887 wurde ihm von Kaiser Wilhelm I. der Titel Kommerzienrat verliehen.
1889 plante Julius Gauhe mit an der Pariser Weltausstellung.
1891 wurde er von der Bonner Handelskammer zum Präsidenten aller Ausschüsse ernannt, kurz darauf auch zum Vorsitzenden des Kölner Eisenbahnrates.

## Soziales Engagement
Gauhe ermöglichte seinen Arbeitern durch günstige Kredite den Bau eigener Häuser. 1891 besaßen 107 von 174 verheirateten Arbeitern bereits Wohneigentum.
1893/94 spendete er seiner neuen Heimatgemeinde Eitorf fünfzigtausend Goldmark zum Bau eines Krankenhauses. Außerdem kaufte er die Grundstücke am Keltersberg auf und überschrieb sie dem Verschönerungsverein, der den Berg aufforstete und für Wege und Aussichtspavillons sorgte.
Auch darüber hinaus waren Julius Gauhe und seine Familie prägend für das Eitorfer Gemeindeleben und das Eitorfer Dorfbild.

### Villen in Eitorf
- Haus Gauhe, abgerissen für Haus Max Gauhe, Ecke Brückenstraße/Hochstraße
- heutiges CBT-Heim Villa Gauhe in der Parkstraße
- Villa Adolf Gauhe, seit ca. 1930 Villa Boge, Bahnhofstraße gegenüber dem Bahnhof
- Haus von Isabelle Gauhe, ehemals Gärtnerhaus der Villa Adolf Gauhe, Am Kapellenhof 4
- Haus Max Gauhe, zuletzt genutzt als Polizeiwache, abgerissen vor Globus-Neubau, Ecke Brückenstraße/Hochstraße